# Asylum Records
Pour les articles homonymes, voir Asylum.
Asylum Records est un label discographique américain de hip-hop, rock et metal alternatif,. Il est fondé par David Geffen et Elliot Roberts en 1971. Il est actuellement dirigé par Warner Music Group, et distribué par Atlantic Records.

## Histoire

### Formation
Asylum est fondé en 1971 par David Geffen et Elliot Roberts, deux anciens agents de la William Morris Agency qui géraient un label folk et rock. Ils fondent leur propre entreprise, et fondent Asylum spécialement pour pouvoir faire signer Jackson Browne, l'un des clients de Geffen, qui ne parvient pas à obtenir de contrat à l'époque. Geffen dit à Ertegun « Tu te feras un paquet d'argent. » Ertegun lui répond « Tu sais quoi, David, j'ai beaucoup d'argent. Pourquoi n'essayerais-tu pas de lancer un label, puis te faire beaucoup d'agent. » Les deux s'accordent à laisser Ertegun financer le projet, et laisser Atlantic Records distribuer Asylum Records, en partageant de moitié les profits.
Bien qu'ils voulaient initialement signer Browne, Geffen demande à sa meilleure amie Laura Nyro, à cette période manager, de se joindre au label,. Nyro accepte, mais sans que Geffen ne sache qu'elle a changé d'avis et de nouveau signée avec Columbia Records,. Geffen explique qu'il s'agit de la plus grosse trahison de sa vie et qu'il en a « pleuré pendant des jours,,. »
Asylum signe J. D. Souther, Judee Sill, Linda Ronstadt, Joni Mitchell et Glenn Frey (que Geffen encourage à créer les Eagles). En 1972, Tom Waits signe chez Asylum pour son premier album, Closing Time (1973), et en sort quatre autres sous ce label jusqu'en 1980. Le plus gros coup du label est la signature de Bob Dylan, lassé de Columbia et à la recherche d'une nouvelle maison de disques : il publie deux albums chez Asylum, Planet Waves (1974) et Before the Flood (1975) avant de revenir chez Columbia.

### Fusion avec Elektra
En 1972, Warner Communications (désormais Warner Music Group) prend le contrôle d'Asylum, qui fusionne avec Elektra Records pour devenir Elektra/Asylum Records. David Geffen reçoit deux millions de dollars en liquide et cinq millions en actions de la Warner Communications, devenant ainsi l'un des plus gros actionnaires de la compagnie. L'année suivante, il ouvre le Roxy à Los Angeles, où se produiront de nombreux jeunes artistes. Geffen est président du conseil d'administration d'Elektra/Asylum jusqu'en 1975, année durant laquelle il se tourne vers le cinéma et devient vice-président de Warner Brothers Pictures. L'un des artistes les plus fameux signés après le départ de Geffen est Warren Zevon, qui sort plusieurs albums sous ce label qui rencontrent un succès tant populaire que critique, notamment son premier, sorti en 1976. La même année, Geffen se retire des affaires après qu'on lui a diagnostiqué un cancer ; il s'avèrera par la suite qu'il n'était en fait pas atteint. Il revient à la musique en 1980 : il fonde Geffen Records et signe John Lennon, dont le Double Fantasy sort quelques jours avant sa mort.
Au début des années 1980, si le label s'appelle toujours Elektra/Asylum Records (ou Elektra/Asylum/Nonesuch Records), les deux parties commencent à se singulariser : Elektra domine de plus en plus, et Asylum tend à devenir une simple extension. Bientôt, la compagnie est appelée de façon officieuse « Elektra Records », et en 1989, elle est rebaptisée Elektra Entertainment. Asylum devient alors un label subsidiaire, à l'activité moindre.

### Country
En 1992, Asylum devient un label de musique country, toujours sous la coupe d'Elektra. Sous ce nouveau format, Asylum édite avec succès des disques de Brother Phelps, Thrasher Shiver, Emmylou Harris, Kevin Sharp, Bryan White et Lila McCann, et produit de nombreux albums encensés par la critique d'artistes comme Mandy Barnett, Guy Clark, The Cox Family, Bob Woodruff, J. D. Myers et Jamie Hartford. Mais à la fin de la décennie, le label se dissout, victime d'un mauvais management et du manque d'argent.
En 2003, Mike Curb, patron de Curb Records, fait renaître cette incarnation d'Asylum, fondant le label Asylum-Curb, qui signe des artistes comme LeAnn Rimes, Clay Walker, Lee Brice, Rio Grand, Hank Williams, Jr. et Wynonna.

### Renaissance
Après être resté en sommeil pendant des années, Asylum Records est relancé en 2004 en tant que label de musique urbaine, géré de façon indépendante à travers Warner Music Group. Certains des albums de ce label sont distribués en conjonction avec Warner Bros. Records, d'autres par Atlantic Records. En 2006, Warner Music Group transfère Asylum dans leur nouvellement créé Independent Label Group, qui regroupe également Cordless Recordings et East West Records. La même année, Asylum records signe le groupe de heavy metal Sevendust, le premier groupe du nouveau label n'appartenant pas à la mouvance hip-hop. Le 30 mars 2009, le président et CEO d'Asylum Todd Moscowitz est promu à la place de vice-président exécutif de Warner Bros. Records. De ce fait, Asylum se détache d'Independent Label Group et opère sous Warner Bros. entre 2009 et 2013 avant d'opérer avec Atlantic. Cee Lo Green, New Boyz et Ed Sheeran signent au label. Le label atteint la première place des classements britanniques avec le single Feel the Love de Rudimental en mai 2012.